# South Rauceby
South Rauceby is een civil parish in het bestuurlijke gebied North Kesteven, in het Engelse graafschap Lincolnshire met 367 inwoners.